# Louis Slotin
Louis Alexander Slotin (né le 1er décembre 1910 à Winnipeg, Canada - mort le 30 mai 1946 à Los Alamos, États-Unis) est un physicien nucléaire canadien ayant participé au projet Manhattan. Il meurt à la suite d'une irradiation massive causée par un accident de criticité en laboratoire.

## Biographie

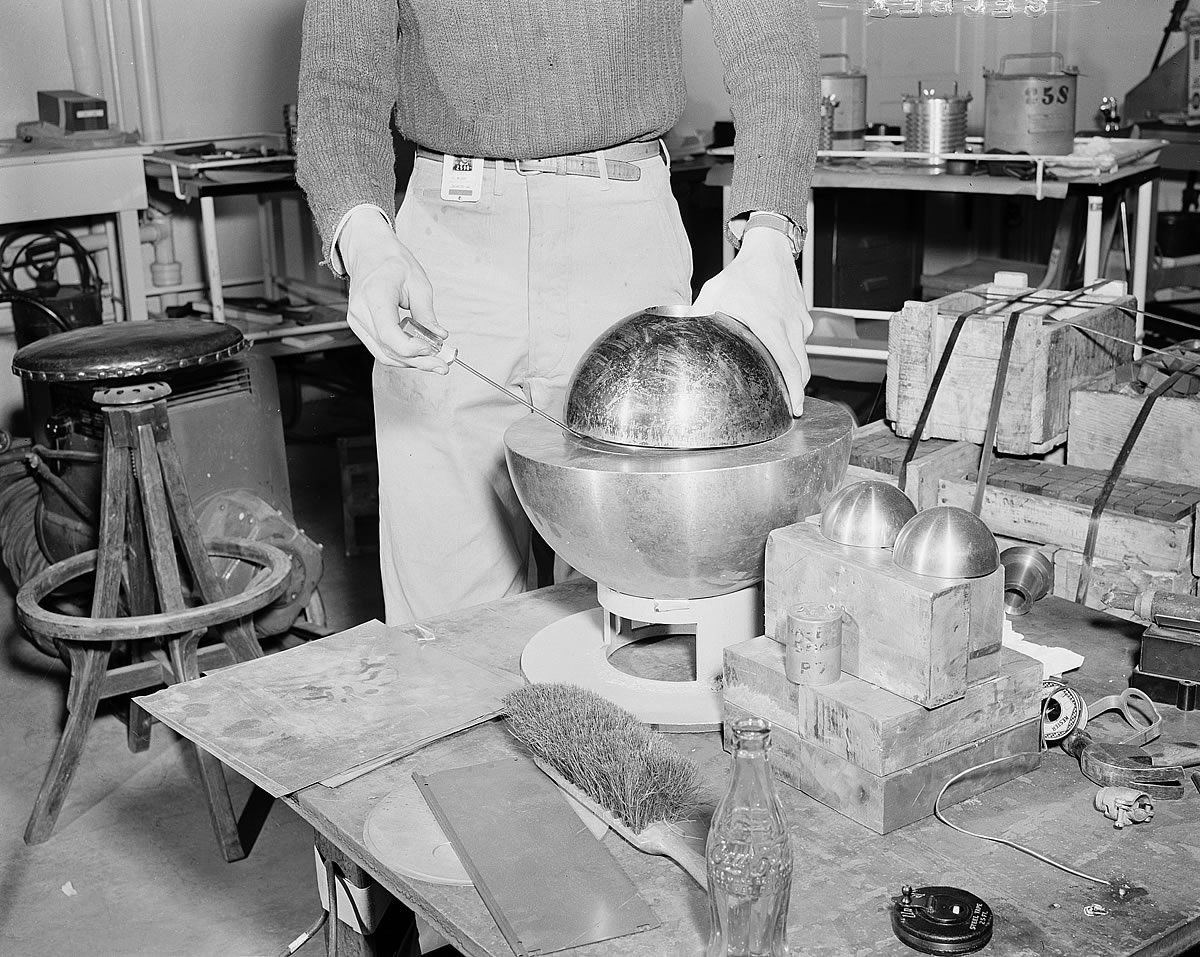
Simulation (reconstitution) de l'accident de criticité à partir d'une sphère de plutonium, qui a tué Louis Slotin.

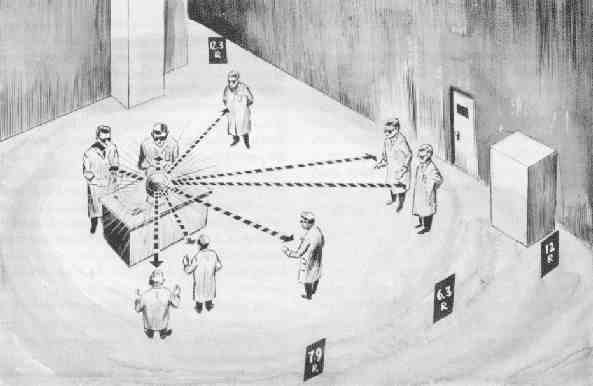
Un croquis fait par les médecins pour évaluer la quantité de radiation à laquelle ont été exposées les personnes présentes dans la pièce lors de l'accident de criticité.

Louis Slotin a étudié la physique à l'université du Manitoba ainsi qu'au King's College de Londres. Il devient ensuite chercheur associé à l'université de Chicago. Ses études sur la radiobiologie lui valent d'être remarqué par le gouvernement des États-Unis. Durant la Seconde Guerre mondiale, Slotin est impliqué dans le développement de la bombe atomique. Après la guerre, il continue à travailler sur la bombe A dans le laboratoire secret du site Omega (Laboratoire national de Los Alamos) à partir de décembre 1944.
Le 21 mai 1946, lors d'une démonstration effectuée manuellement sur le Demon Core, il provoque accidentellement une situation de masse critique de plutonium.
Louis Slotin meurt le 30 mai 1946 d'un syndrome d'irradiation aiguë, avec une dose estimée de 1 000 rads, ou 10 grays. Il s'agit du deuxième accident de ce type aux États-Unis après celui de Harry Daghlian Jr. en 1945.
Aucun des sept observateurs présents (Raemer E. Schreiber, Alvin C. Graves, Stanley Allan Kline, Marion Edward Cieslicki, Dwight Young, Theodore Perlman et Patrick J. Cleary) ne reçoit une dose mortelle, bien que deux (Alvin C. Graves et Dwight Young) aient souffert du syndrome d'irradiation aigüe avant de s'en remettre. Plusieurs années plus tard, trois des personnes présentes sont mortes dans des causes pouvant être imputées aux radiations reçues :
- Alvin C. Graves meurt 20 ans plus tard à l'âge de 54 ans d'une crise cardiaque (il avait cependant des antécédents familiaux) ;
- Marion Edward Cieslicki meurt 19 ans plus tard à l'âge de 42 ans d'une leucémie aiguë myéloblastique ;
- Dwight Young meurt 27 ans plus tard à l'âge de 83 ans d'une anémie aplasique et d'une infection bactérienne du cœur.

Mais en raison du faible échantillon de personnes présentes, il est impossible d'en conclure que cela est dû à l'irradiation dont ils ont souffert.

## Hommage
- (12423) Slotin, astéroïde nommé en son nom.